# Ricoune
Ricoune (de son vrai nom Henri Roman) né le 1er février 1963 à Saint-Drézéry, est un auteur-compositeur-interprète.

## Biographie
Aîné d'une famille de trois enfants et de père entrepreneur en maçonnerie, Henri Roman grandit à Saint Drézéry et crée en 1983 le  groupe « Génération 83 », puis en 1993, le groupe « Ricoune et les Counass ». Bon joueur amateur de football, il gagne la coupe de l'Hérault en 1984 avec le Gallia Club Lunel.
En 1997 il sort un single sous le titre Nicollin puis en 2012, il sort une chanson pour le MHSC le Montpellier Hérault Sport Club sous le titre de Montpellier.
Ricoune est l'auteur et l'interprète de plusieurs chansons de fête célèbres, surtout dans le Sud telles que La Vache,  ou encore Dans un verre à ballon. Quant à son titre Les Patates, il serait une reprise d'une chanson assez ancienne.

## Discographie
- 1994 : Le Chat de Jourdan
- 1996 : On y est
- 2001 : Sans interdits (en solo)
- 2002 : Best of
- 2004 : Y faut être gentil
- 2006 : Le Kukéla
- 2007 : On craint dégun (single)[3]
- 2008 : Mets tes lunettes et écoute comme ça sent bon
- 2013 : Accent du sud
- 2014 : L'encierado
- 2015 : C'est l'été
- 2016 : Le Best Off
- 2016 : 20 ans
- 2017 : Face B

Note : Sa chanson Dans un verre à ballon ou Un petit Ricard dans un verre à ballon est une version chantée du célèbre Paquito el Chocolatero.